# Włodzimierz Perzyński
Włodzimierz Perzyński (Opoczno, 6 luglio 1877 – Varsavia, 21 ottobre 1930) è stato uno scrittore e drammaturgo polacco.

## Biografia
Studiò filosofia a Cracovia e letteratura italiana a Firenze. Tra il 1907 e il 1912 soggiornò in Francia e in Svizzera, periodo importante per la sua formazione.

## Produzione letteraria
La parte più rilevante delle sue opere è rappresentata da commedie, ispirate al teatro naturalista francese e all'osservazione della società polacca dell'epoca, in particolare la piccola borghesia di Varsavia. Sul fronte narrativo, il taglio passa dal sociologico allo psicologico, con un'ispirazione diretta a Čechov in fatto di temi e stile.

## Opere

### Narrativa
- L'uomo celebre (1907)
- Non c'eravamo noi, c'era la foresta (1927)

### Teatro
- La sorella fatua (1904)
- Aszantka (1906)
- La fortuna di Franio (1909)